# Нові Парати
Нові Пара́ти (рос. Новые Параты, марій. Шарача) — село у складі Волзького району Марій Ел, Росія. Адміністративний центр Великопаратського сільського поселення.
Стара назва — Великі Парати.

## Населення
Населення — 1419 осіб (2010; 1430 у 2002).
Національний склад (станом на 2002 рік):
- марі — 92 %